# Jeep Patriot
La Patriot è un SUV prodotto dalla Jeep dal 2007 al 2017. Come la Jeep Compass, è basata sulla piattaforma MK, una variante della piattaforma JS. La Patriot è una Jeep a quattro porte station wagon, simile alla Jeep Cherokee.

## Profilo
L'altezza da terra varia tra 19 cm nelle versioni con cerchi da 16", a 21 cm nelle versioni con cerchi da 17", fino agli oltre 22 cm delle versioni Trail-Rated.
Nel 2011 è stata introdotta una nuova motorizzazione 2.2 CRD Diesel Common Rail in sostituzione della 2.0 iniettore pompa precedentemente in uso.
È stata sostituita nel 2016 dalla Jeep Compass.

## Restyling 2011

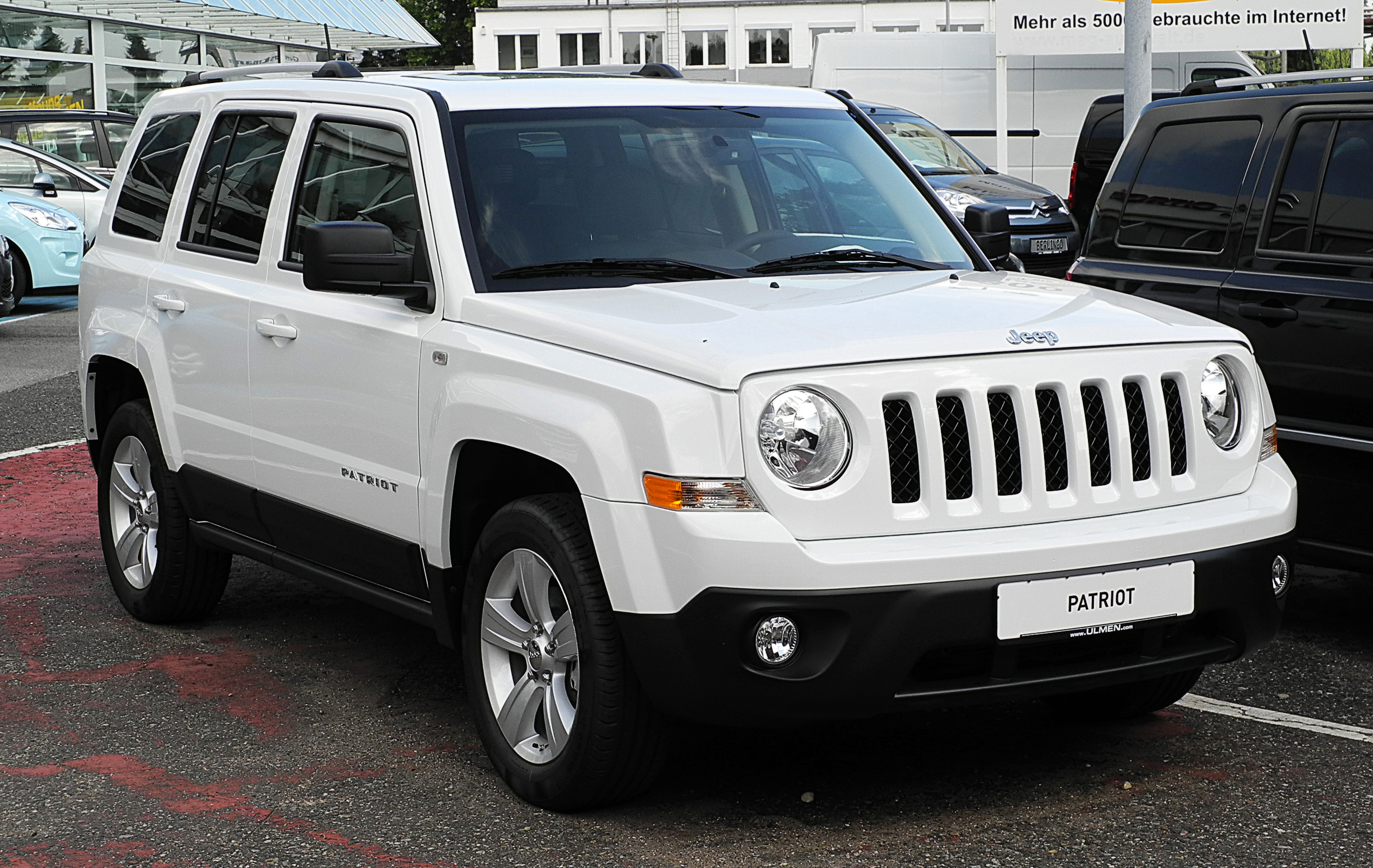
Patriot restyling del 2011

Dal mese di gennaio del 2011, dopo il passaggio del marchio Jeep sotto il controllo diretto della Fiat, è presente sul mercato il nuovo modello, venduto esclusivamente nella motorizzazione di origine Mercedes-Benz turbodiesel CRD 2.2 da 163 CV Euro 5 in loco del precedente propulsore Volkswagen negli allestimenti Sport e Limited, il quale presenta diversi elementi nuovi nella carrozzeria e negli interni, ora più conformi al gusto europeo. L'assetto è stato rivisto e elevato di 2,5 cm in più rispetto a prima, vi sono nuovi paraurti posteriori e anteriori con nuovi alloggi per i fendinebbia, un fascione in plastica grezza che percorre tutta la parte inferiore della carrozzeria e i cerchi ora sono da 17 pollici. Internamente vi sono nuove dotazioni e materiali migliorati. Meccanicamente le sospensioni sono state cambiate con nuove molle, ammortizzatori e barre antirollio.

## Motorizzazioni
| Modello                                 | Disponibilità | Motore | Cilindrata (cm³) | Potenza                           | Coppia massima (N·m)                          | Emissioni CO2 (g/km) | 0–100 km/h (secondi) | Velocità massima (km/h) | Consumo medio (km/l) |
| --------------------------------------- | ------------- | ------ | ---------------- | --------------------------------- | --------------------------------------------- | -------------------- | -------------------- | ----------------------- | -------------------- |
| 2.0 CRD                                 | 2007-2011     | Diesel | 1968             | 103 kW (140 CV) @ 4000 giri / min | \| 310 Nm nel range 1.750-2.500 giri / min \| | 175                  | 10,6                 | 190                     | 15,2                 |
| 2.2 CRD                                 | dal 2011      | Diesel | 2143             | 120 kW (163 CV)                   | 320                                           | 172                  | 9,8                  | 201                     | 15,2                 |
| 310 Nm nel range 1.750-2.500 giri / min |               |        |                  |                                   |                                               |                      |                      |                         |                      |